# Usoko maker
usoko maker是一個在空欄上填上文字，輸入後會出現類似占卜的網站服務。其中的腦内maker特別受歡迎。

## 各種服務

於腦内maker輸入「中国語版ウィキペディア（中文維基百科）」的結果

高校maker
會顯示校訓、學生數、詳細資料（偏差值、出身者中最多的職業、主要的留學地方）、前路（上屆畢業生的職業）、校歌。
T恤maker
輸入的文字會出現在標籤上，第一字也會出現在T恤的左下方，亦會顯示價格、製作成分。另外，必定會顯示是MADE IN JAPAN。
都市maker
會顯示「（輸入的文字）市」、人口、各種資料（面積、人口密度等）、居民的聲音、音頭（一種日本音樂）。
戰隊maker
會顯示「（變數）戰隊（輸入的文字）ger」、戰隊介紹、五名隊員資料、敵人、合體機械人、主題曲等。
相撲部屋maker
會顯示「（輸入的文字）部屋」、師博資料、部屋資料、看板力士列表等。
能力maker
會顯示五種不同能力的圖表，另提供日本藝人在能力maker的結果列表。
機率占卜
服務中唯一的占卜。會顯示五種不同狀況的發生機率。
腦内maker
輸入文字後會顯示一個腦部橫切面，入面寫著「働」、「遊」、「愛」、「H」等的亂數單字。
2007年6月16日公開。同年7月18日開始被大量電視節目和雜誌介紹，10月5日網站超過五億的訪問數量，11月10日發售書籍（ISBN 978-4-8470-1749-0），11月14日「腦内maker」一詞被收錄於日本新語辭典《現代用語的基礎知識》。
其後更發表第二版「腦內緣分maker」、第三版「前世的腦内maker」、第四版「腦內戀物maker」。
日曆maker
輸入文字後會顯示一個日曆，入面的每日寫著和腦内maker差不多的單字。
於2007年9月23日公開，同年9月30日已超過500萬的訪問數。
便當maker
2007年10月29日公開。輸入文字後會顯示寫著一些食物單字的便當和便當的價格。
袋的裡頭maker
2007年11月1日公開。輸入文字後會顯示袋的種類和入面的五種物品。
四字熟語maker
2007年11月3日公開。輸入文字後會顯示一個四字熟語。